# 比奇溪
比奇溪（英語：Bitch Creek）為位在美國爱达荷州東南方和怀俄明州西方的河川。該河流是由怀俄明州西方的兩條支流：北比奇溪（North Bitch Creek）和南比奇溪（South Bitch Creek）交匯而成。途中匯集了火山口溪（Crater Creek）以及傑克松溪（Jackpine Creek）等支流後而進入愛達荷州境內。進入愛達荷州後，該河流做為弗里蒙特縣與提頓縣的邊界。該河流最後匯入在德里格士西北方的提頓河。比奇溪長度約15英里（24），其中不包含該河流之支流。
該河流以前別名為堤頓河北汊（North Fork Teton River）。
該河流名稱據說來自法語的詞彙「biche」（意思為母鹿），而該河流原名是由法國獵人命名的「Anse de Biche」。